# Cochoapa el Grande
Cochoapa el Grande è un comune del Messico, situato nello stato di Guerrero, il cui capoluogo è la località omonima.
La municipalità conta 18.778 abitanti (2010) e ha un'estensione di 621,53 km².